# Augusto Inácio
Augusto Soares Inácio (ur. 1 lutego 1955 w Lizbonie) – piłkarz portugalski grający na pozycji lewego obrońcy.

## Kariera klubowa
Karierę piłkarską Inácio rozpoczął w klubie Sporting CP i w sezonie 1975/1976 zadebiutował w nim w pierwszej lidze portugalskiej. Od czasu debiutu był podstawowym zawodnikiem Sportingu. Swój pierwszy sukces ze Sportingiem osiągnął w 1978 roku, gdy zdobył Puchar Portugalii. Dwa lata później po raz pierwszy w karierze wywalczył mistrzostwo Portugalii. Natomiast w 1982 roku sięgnął ze Sportingiem po dublet - mistrzostwo i puchar kraju. W barwach Sportingu występował przez 7 sezonów i w tym okresie rozegrał 168 meczów, w których zdobył 4 gole.
Latem 1982 roku Inácio przeszedł do FC Porto. W 1984 roku zdobył z Porto Puchar Portugalii. Wiosną dotarł z Porto do finału Pucharu Zdobywców Pucharów, ale nie wystąpił w tym meczu, przegranym 1:2 z Juventusem. W 1985 roku po raz pierwszy został z Porto mistrzem kraju, a w 1986 roku obronił z nim mistrzowskim tytuł. Z kolei w 1987 roku zagrał w finale Pucharu Mistrzów, wygranym 2:1 z Bayernem Monachium. W tym samym roku zdobył także Superpuchar Europy i Puchar Interkontynentalny. W 1988 roku wywalczył ostatnie sukcesy z Porto w karierze - zdobył mistrzostwo i puchar kraju. W 1989 roku zakończył karierę, a w barwach Porto rozegrał 157 spotkań i zdobył 2 bramki.
| Sezon   | Klub        | Kraj       | Rozgrywki        | Mecze | Bramki |
| ------- | ----------- | ---------- | ---------------- | ----- | ------ |
| 1975/76 | Sporting CP | Portugalia | Primeira Divisão | 22    | 0      |
| 1976/77 | Sporting CP | Portugalia | Primeira Divisão | 29    | 0      |
| 1977/78 | Sporting CP | Portugalia | Primeira Divisão | 23    | 1      |
| 1978/79 | Sporting CP | Portugalia | Primeira Divisão | 28    | 0      |
| 1979/80 | Sporting CP | Portugalia | Primeira Divisão | 12    | 0      |
| 1980/81 | Sporting CP | Portugalia | Primeira Divisão | 29    | 2      |
| 1981/82 | Sporting CP | Portugalia | Primeira Divisão | 13    | 0      |
| 1982/83 | FC Porto    | Portugalia | Primeira Divisão | 16    | 2      |
| 1983/84 | FC Porto    | Portugalia | Primeira Divisão | 16    | 0      |
| 1984/85 | FC Porto    | Portugalia | Primeira Divisão | 30    | 1      |
| 1985/86 | FC Porto    | Portugalia | Primeira Divisão | 21    | 0      |
| 1986/87 | FC Porto    | Portugalia | Primeira Divisão | 12    | 0      |
| 1987/88 | FC Porto    | Portugalia | Primeira Divisão | 37    | 1      |
| 1988/89 | FC Porto    | Portugalia | Primeira Divisão | 11    | 0      |

## Kariera reprezentacyjna
W reprezentacji Portugalii Inácio zadebiutował 5 grudnia 1976 roku w wygranym 2:1 meczu eliminacji do Mistrzostw Świata 1978 z Cyprem. W 1986 roku został powołany przez selekcjonera Joségo Augusta Torresa do kadry na Mistrzostwach Świata w Meksyku, gdzie zagrał w trzech meczach swojej drużyny: z Anglią (1:0), z Polską (0:1) i z Marokiem (1:3 i gol w 80. minucie). Od 1976 do 1986 roku rozegrał w kadrze narodowej 25 meczów.

## Kariera trenerska
Po zakończeniu kariery piłkarskiej Inácio został trenerem. Prowadził takie zespoły jak: Rio Ave FC, FC Porto (asystent), CS Marítimo, FC Felgueiras, CS Marítimo, GD Chaves, Sporting CP, Vitória SC, CF Os Belenenses, Al-Ahli, SC Beira-Mar, AO Ionikos, Fulad Ahwaz i GD Interclube. Od 2009 roku jest szkoleniowcem Naval 1º Maio. Z Beirą-Mar wygrał w 2006 roku rozgrywki drugiej ligi.